# El cuento de la princesa Kaguya
El cuento de la princesa Kaguya (かぐや姫の物語 Kaguya-hime no Monogatari?) es una película de animación japonesa producida por Studio Ghibli y estrenada en Japón a finales de 2013. Se basa en el cuento popular japonés El cuento del cortador de bambú, conocido también como El cuento de la princesa Kaguya. Fue la quinta película escrita y dirigida por Isao Takahata (La tumba de las luciérnagas, Recuerdos del ayer, Pompoko, Mis vecinos los Yamada) dentro de Studio Ghibli y la octava de su filmografía. Se trata del vigésimo-primer largometraje producido por Ghibli.

## Argumento
La historia comienza cuando una pareja de ancianos campesinos encuentran a una niña diminuta dentro de una planta de bambú y deciden adoptarla como su hija. Convertida rápidamente en una hermosa mujer, es pretendida por muchos hombres, incluido el emperador. Sin embargo, su inicial júbilo se ve reducido a tristeza, pues asegura que vendrán por ella las personas de la Luna, lugar del que es originaria.
El cartel promocional anuncia "El crimen de una princesa y su castigo" y parte de la premisa de una hermosa mujer que nació de un bambú cuyo cortador acoge en su hogar donde será criada, junto con la esposa del cortador, como una hija.

## Producción
En 2008, Studio Ghibli reveló que Isao Takahata estaba produciendo un largometraje. A finales de 2012 se confirmó el lanzamiento de la cinta. Posteriormente, Takahata comentó en el Festival Internacional de Cine de Locarno que estaría interesado en adaptar cinematográficamente el cuento popular japonés El cortador de bambú.
Finalmente, El cuento de la princesa Kaguya, junto con otra producción del estudio, El viento se levanta, de Hayao Miyazaki, fue anunciada oficialmente por uno de los productores de Studio Ghibli, Toshio Suzuki, y Tōhō el 13 de diciembre de 2012.

## Banda sonora
En 2012, se anunció que Shinichiro Ikebe se encargaría de la composición de la banda sonora. El 4 de febrero de 2013, se anunció que Joe Hisaishi sería el compositor final de la película, reemplazando a Ikebe en el puesto, ya que este pasó a ser el editor de sonido. Se trató de la primera colaboración de Hisaishi en un largometraje dirigido por Isao Takahata, además de ser también la primera vez que compuso dos bandas sonoras para dos largometrajes del estudio a la vez. La otra producción de Ghibli era El viento se levanta, de Hayao Miyazaki. La canción principal, "When I Remember This Life", es interpretada por Kazumi Nikaidō. La banda sonora de la película fue lanzada el 20 de noviembre de 2013.

Todas las canciones escritas y compuestas por Joe Hisaishi. 
| Lista de canciones |                                                               |          |  |
| N.º                | Título                                                        | Duración |  |
| 1.                 | «Overture»                                                    | 0:53     |  |
| 2.                 | «Light»                                                       | 0:22     |  |
| 3.                 | «The Little Princess»                                         | 1:15     |  |
| 4.                 | «The Joy of Living»                                           | 1:01     |  |
| 5.                 | «The Sprout»                                                  | 2:19     |  |
| 6.                 | «Li'l Bamboo»                                                 | 2:06     |  |
| 7.                 | «Life»                                                        | 0:59     |  |
| 8.                 | «Mountain Hamlet»                                             | 1:53     |  |
| 9.                 | «Robe»                                                        | 0:34     |  |
| 10.                | «Setting Out»                                                 | 1:19     |  |
| 11.                | «Autumn Harvest»                                              | 0:39     |  |
| 12.                | «Supple Bamboo»                                               | 1:22     |  |
| 13.                | «Writing Practice»                                            | 0:47     |  |
| 14.                | «The Garden of Life»                                          | 0:25     |  |
| 15.                | «The Banquet»                                                 | 1:22     |  |
| 16.                | «Despair»                                                     | 1:07     |  |
| 17.                | «The Coming of Spring»                                        | 1:03     |  |
| 18.                | «Melody of the Beautiful Koto»                                | 0:34     |  |
| 19.                | «Spring Waltz»                                                | 2:02     |  |
| 20.                | «Memories of the Village»                                     | 1:36     |  |
| 21.                | «The Nobles' Wild Ride»                                       | 1:29     |  |
| 22.                | «Devotion»                                                    | 1:28     |  |
| 23.                | «Cicada Night»                                                | 1:12     |  |
| 24.                | «Mystery of the Moon»                                         | 0:48     |  |
| 25.                | «Sorrow»                                                      | 1:00     |  |
| 26.                | «Fate»                                                        | 1:17     |  |
| 27.                | «The City of the Moon»                                        | 0:28     |  |
| 28.                | «Going Home»                                                  | 1:19     |  |
| 29.                | «Flying»                                                      | 4:26     |  |
| 30.                | «The Procession of Celestial Beings I»                        | 2:28     |  |
| 31.                | «The Parting»                                                 | 1:07     |  |
| 32.                | «The Procession of Celestial Beings II»                       | 0:57     |  |
| 33.                | «Moon»                                                        | 1:49     |  |
| 34.                | «When I Remember This Life» (interpretada por Kazumi Nikaido) | 5:42     |  |
| 35.                | «Koto Melody»                                                 | 0:57     |  |
| 36.                | «Nursery Rhyme»                                               | 0:48     |  |
| 37.                | «Song of the Heavenly Maiden»                                 | 1:34     |  |

## Recepción

### Crítica especializada
El cuento de la princesa Kaguya recibió el aplauso unánime de la crítica especializada. En el agregador de reseñas Rotten Tomatoes tiene una aprobación del 100% con una media de 8.2/10, basada en 89 reseñas. El consenso de los críticos dice: "Con una profundidad narrativa, franca honestidad y exquisita belleza visual, El cuento de la princesa Kaguya es un tesoro animado moderno con un atractivo atemporal". Por su parte, el también agregador de reseñas web Metacritic recopila una nota media de 89/100 basada en 28 críticas, lo que supone para su clasificación evaluatoria «aclamación universal».
Stéphane du Mesnildot, analista de la prestigiosa revista de cine Cahiers du Cinéma, aseguró que "es muy conmovedor ver a estos dos veteranos, Miyazaki y Takahata, volver el mismo año para decir adiós, con una obra maestra cada uno". Du Mesnildot consideró a El cuento de la princesa Kaguya como una de las mejores películas de animación de ese año. Renaud Baronian, del diario francés Le Parisien, comentó "(...) incluso hecho a mano y con la apariencia de estar hecha a base de pinceladas, la película es sorprendentemente vanguardista. Las escenas donde Kaguya corre a raudales por los caminos: son dibujos donde los sentimientos de la princesa estallan ante nuestros ojos de una manera poética y hermosa, nunca antes vista en animación". Baronian también comentó que la cinta es una alegoría al ciclo de la vida, hecha con una belleza y delicadeza artesanal propia.

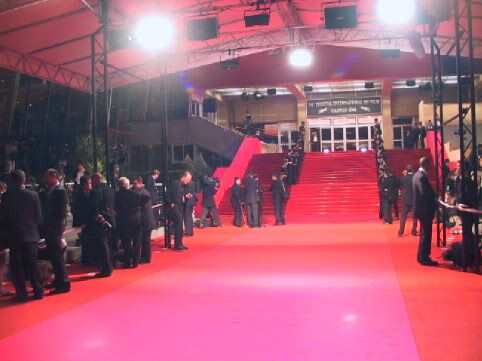
La película compitió en la selección oficial de la sección Quincena de Realizadores en el 67° Festival de Cine de Cannes.

La película fue exhibida en el sexagésimo séptimo Festival de Cine de Cannes en la sección Quincena de realizadores, donde compitió en la selección oficial, siendo una de las pocas películas de animación japonesa, junto con Nasu: Summer in Andalusia y Ghost in the Shell 2: Innocence, en pasar por dicho festival. Las impresiones del festival fueron positivas; Leslie Felperin, de la revista estadounidense The Hollywood Reporter, describió a la película como "una hábil y delicada obra de animación hermosa y conmovedora". Posteriormente, El cuento de la princesa Kaguya se convirtió en el filme de apertura del Festival Internacional de Cine de Animación de Annecy, donde a su realizador, Isao Takahata, realizó una clase magistral para los asistentes y también se le concedió un premio honorífico por toda su carrera.
El filme también fue presentado en el Festival de Cine de Sídney fuera de concurso, donde obtuvo también buenos comentarios. Maggie Lee, del semanario estadounidense Variety, comentó favorablemente al filme calificando: "Esta nueva versión de Isao Takahata de una de las leyendas más antiguas que hay registradas en el Japón, es un visionario tour de force". Didier Péron, del diario francés Libération, alabó la película diciendo: "Todos los sentimientos en primer grado, en bruto, que el dibujo lineal y la belleza de los conjuntos de acuarela provocan un cúmulo de sensaciones al espectador que hará conectar con la psique de la joven heroína".
El cuento de la princesa Kaguya fue exhibida en el Festival de Cine de Toronto donde, junto con la cinta irlandesa Song of the Sea, obtuvo las mejores críticas en el sector de animación. La película fue calificada como "una obra llena de encanto (...) un delicado lienzo japonés pintado con extrema belleza" o como "una adorable película llena de momentos de alegría con sabor agridulce". La película se presentó también en la 62.ª edición del Festival de Cine de San Sebastián. Se proyectó en la Sección Perlas; junto con películas como Sueño de invierno (Winter Sleep), de Nuri Bulge Ceyla, ganadora de la Palma de Oro de la 67° edición del Festival de Cannes o Black Coal, de Yinan Diao, ganadora del Oso de oro del Festival de Cine de Berlín de 2014.
En Estados Unidos, El cuento de la princesa Kaguya tuvo una gran aceptación entre la crítica y los expertos. Obtuvo el premio al Mejor largometraje de animación de la Asociación de Críticos de Cine de Los Ángeles dejando a La Lego película en segundo lugar; también consiguió ser reconocida como el Mejor Film de Animación por la Asociación de Críticos de Cine de Chicago, estuvo nominada a tres Premios Annie y también fue nominada a los Premios Óscar a Mejor película de animación, al cual estaba nominado junto con Big Hero 6, Los Boxtrolls, Cómo entrenar a tu dragón 2 y La canción del mar, perdiendo frente a la primera nombrada.

### Distribución
El cuento de la princesa Kaguya, inicialmente, fue programada para que su estreno se realizase simultáneamente con otra producción del estudio, El viento se levanta, de Hayao Miyazaki, aproximadamente en el verano de 2013. Sin embargo, en enero de 2013, la distribuidora en Japón comunicó oficialmente que el estreno de El cuento de la princesa Kaguya se retrasaba hasta finales del mismo año debido a cambios y retrasos en los storyboards. De no haberse producido el retraso, hubiera sido la primera vez que las obras de los dos directores y fundadores del estudio serían estrenadas simultáneamente desde el estreno de las películas Mi vecino Totoro y La tumba de las luciérnagas en 1988.
La película fue distribuida en Estados Unidos por GKids, distribuidora independiente de animación que ya había llevado a salas norteamericanas otra película de Studio Ghibli anteriormente, La colina de las amapolas, de Goro Miyazaki. El filme se estrenó el 17 de octubre de 2014 y se exhibó en versión original subitulada y doblada al inglés. En Iberoamérica, la película se estrenó en abril de 2015 en Argentina durante una exhibición especial en Buenos Aires, mientras que México tuvo un pase único por la Cineteca Nacional y Zima Entertainment la lanzó en formato doméstico en julio del mismo año; en Brasil, el filme pasó por cines el 16 de julio de 2015.
Francia, durante el verano de 2014, la estrenó en los cines, convirtiéndose en la obra de Isao Takahata que más recaudó en taquilla gala. En España, la distribuidora Vértigo Films, subsidiaria de Wild Bunch (estudio y distribuidora que gestiona los derechos de las obras de Studio Ghibli en Europa), tiene los derechos de la película y planeaba estrenarla a fines de 2015 o comienzos de 2016. Finalmente, la película fue estrenada en España el 18 de marzo de 2016.

## Doblaje
| Personaje                    | Seiyū                    | Actores de voz    | Actores de doblaje | Actores de voz                          |
| ---------------------------- | ------------------------ | ----------------- | ------------------ | --------------------------------------- |
| Princesa Kaguya              | Aki Asakura              | Cristina Yuste    | Analiz Sánchez     | Chloë Grace Moretz Caitlyn Leone (niña) |
| Cortador de bambú            | Takeo Chii               | Luis Mas          | Salvador Nájar     | James Caan                              |
| Esposa del cortador de bambú | Nobuko Miyamoto          | Pilar Gentil      |                    | Mary Steenburgen                        |
| Sutemaru                     | Kengo Kōra               | Raúl Lara         | Ricardo Bautista   | Darren Criss                            |
| Lady Sagami                  | Atsuko Takahata          | Isabel Donate     | Patricia Bolaños   | Lucy Liu                                |
| Akita                        | Shinosuke Tatekawa       | Enrique Cazorla   | Gerardo del Valle  | George Segal                            |
| Consejero Isonokami          | Tamaki Kojo              | Fran Jiménez      | Gerardo del Valle  | John Cho                                |
| Consejero Otomo              | Ryudo Uzaki              | Salvador Campoy   |                    | Daniel Dae Kim                          |
| Príncipe Ishitsukuri         | Takaya Kamikawa          | Eduardo Gutiérrez |                    | James Marsden                           |
| Príncipe Kuramochi           | Isao Hashizume           | Miguel Zúñiga     |                    | Beau Bridges                            |
| Ministro Abe                 | Hikaru Ijūin             | Juan Perucho      |                    | Oliver Platt                            |
| Warawa                       | Tomoko Tabata            | Isacha Mengíbar   |                    | Hynden Walch                            |
| Emperador                    | Nakamura Shichinosuke II | Jos Gómez         |                    | Dean Cain                               |

## Premios y nominaciones
| Año  | Premio                                                          | Categoría                                           | Persona(s)                        | Resultado |
| ---- | --------------------------------------------------------------- | --------------------------------------------------- | --------------------------------- | --------- |
| 2013 | Blue Ribbon Awards                                              | Mejor película                                      |                                   | Nominada  |
| 2013 | Blue Ribbon Awards                                              | Mejor director                                      | Isao Takahata                     | Nominado  |
| 2013 | Mainichi Film Awards                                            | Mejor película animada                              |                                   | Ganadora  |
| 2014 | Festival de Cine de Asia-Pacífico                               | Mejor película animada                              | Yoshiaki Nishimura                | Ganadora  |
| 2014 | 37° Premios de la Academia Japonesa                             | Mejor animación del año                             |                                   | Nominada  |
| 2014 | 37° Premios de la Academia Japonesa                             | Logro sobresaliente en música                       | Joe Hisaishi                      | Nominado  |
| 2014 | Kinema Junpo                                                    | Mejor película                                      |                                   | Nominada  |
| 2014 | 67° Festival de Cannes                                          | Art Cinema Award (Directors' Fortnight)             | Isao Takahata                     | Nominado  |
| 2014 | 67° Festival de Cannes                                          | Prix SACD (Directors' Fortnight)                    | Isao Takahata                     | Nominado  |
| 2014 | Fantastic Fest                                                  | Audience Award                                      |                                   | Ganadora  |
| 2014 | 62° Festival Internacional de Cine de San Sebastián             | Audience Award                                      |                                   | Nominada  |
| 2014 | 39° Festival Internacional de Cine de Toronto                   | People's Choice Award for Best Drama Feature Film   |                                   | Nominada  |
| 2014 | Festival de Cine de Sitges                                      | Mejor película animada                              |                                   | Nominada  |
| 2014 | 36° Mill Valley Film Festival                                   | Audience Award for Best Animated Film               |                                   | Ganadora  |
| 2014 | 18° Oslo Films from the South Festival                          | Mejor película                                      |                                   | Nominada  |
| 2014 | 35° Premios de la Asociación de Críticos de Cine de Boston      | Mejor película animada                              | Isao Takahata                     | Ganador   |
| 2014 | 40° Premios de la Asociación de Críticos de Cine de Los Ángeles | Mejor película animada                              | Isao Takahata                     | Ganador   |
| 2014 | Asociación de Críticos de Cine de Chicago                       | Mejor película animada                              |                                   | Nominada  |
| 2014 | San Francisco Film Critics Circle                               | Mejor película animada                              |                                   | Nominada  |
| 2014 | Asociación de Críticos de Cine de Toronto                       | Mejor película animada                              |                                   | Ganadora  |
| 2014 | 18° Premios de la Sociedad de Críticos de Cine en Línea         | Mejor película animada                              |                                   | Nominada  |
| 2014 | 18° Premios de la Sociedad de Críticos de Cine en Línea         | Mejor película de lengua extranjera                 |                                   | Nominada  |
| 2015 | 42° Premios Annie                                               | Mejor película animada                              |                                   | Nominada  |
| 2015 | 42° Premios Annie                                               | Mejor dirección (en una producción cinematográfica) | Isao Takahata                     | Nominado  |
| 2015 | 42° Premios Annie                                               | Mejor música (en una producción cinematográfica)    | Joe Hisaishi                      | Nominado  |
| 2015 | 87.º Premios Óscar                                              | Mejor película de animación                         | Isao Takahata, Yoshiaki Nishimura | Nominado  |